# تاميلية عربية
التاميلية العربية هي اللغة التاميلية التي يتكلم بها المسلمون من شعب تاميل نادو في سريلنكا وجنوب الهند، والتي تكتب بالخط العربي (الكتابة العربية التاميلية) وتستعمل فيها كثير من مفردات اللغة العربية (اللسان العربي).
الدراسات التاميلية العربية  هي الدراسات المتعلقة بالتاميلية العربية والخط العربي الذي تكتب به.

## كتابة

### كتابة عربيةتاميلية

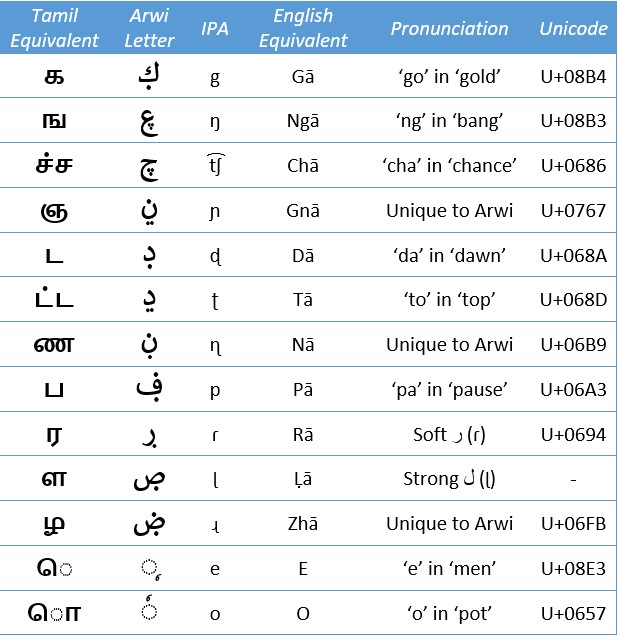

| خط تاميلي لكتابة التاميلية              | ச ச்ச | ட ட்ட | ர | ழ | ப | ண | ஞ | ஒ | ள                 | ங                 | க                 | எ                  |
| خط عربي تاميلي لكتابة التاميلية العربية | ج چ  | ڊ ڍ  | ڔ | ۻ | ڣ | ڹ | ݧ | ٗ  | (صاد موحدة تحتية) | (عين مثلثة سفلية) | (كاف موحدة تحتية) | (ضمة مقلوبة تحتية) |